# Droga wojewódzka 166
Die Droga wojewódzka 166 (DW 166) ist eine polnische Woiwodschaftsstraße, die in Nord-Süd-Richtung durch den nördlichen Kreis Białogard (Belgard) in der Woiwodschaft Westpommern verläuft. Bei einer Gesamtlänge von lediglich sieben Kilometern ist sie eine wichtige Entlastungsstraße für die DW 163, deren aus Richtung Koszalin auf der Landesstraße DK 6 (Europastraße 28) kommenden Verkehr sie bereits vor dem Knotenpunkt Karlino (Körlin) übernimmt und in die Kreisstadt an der Parsęta (Persante) lenkt.

## Streckenverlauf
Woiwodschaft Westpommern:
Powiat Białogardzki (Kreis Belgard):
- Żelimucha (Buchhorst) (DK 6: Stettin – Danzig = Europastraße 28)

~ Radew (Radüe) ~
- Lulewice (Alt Lülfitz)

X PKP-Linie Nr. 202: Stargard (Stargard(Pommern)) – Danzig X
- Białogard (Belgard) (DW 163: Kołobrzeg (Kolberg) ↔ Wałcz (Deutsch Krone))